# Mariusz Sidorkiewicz

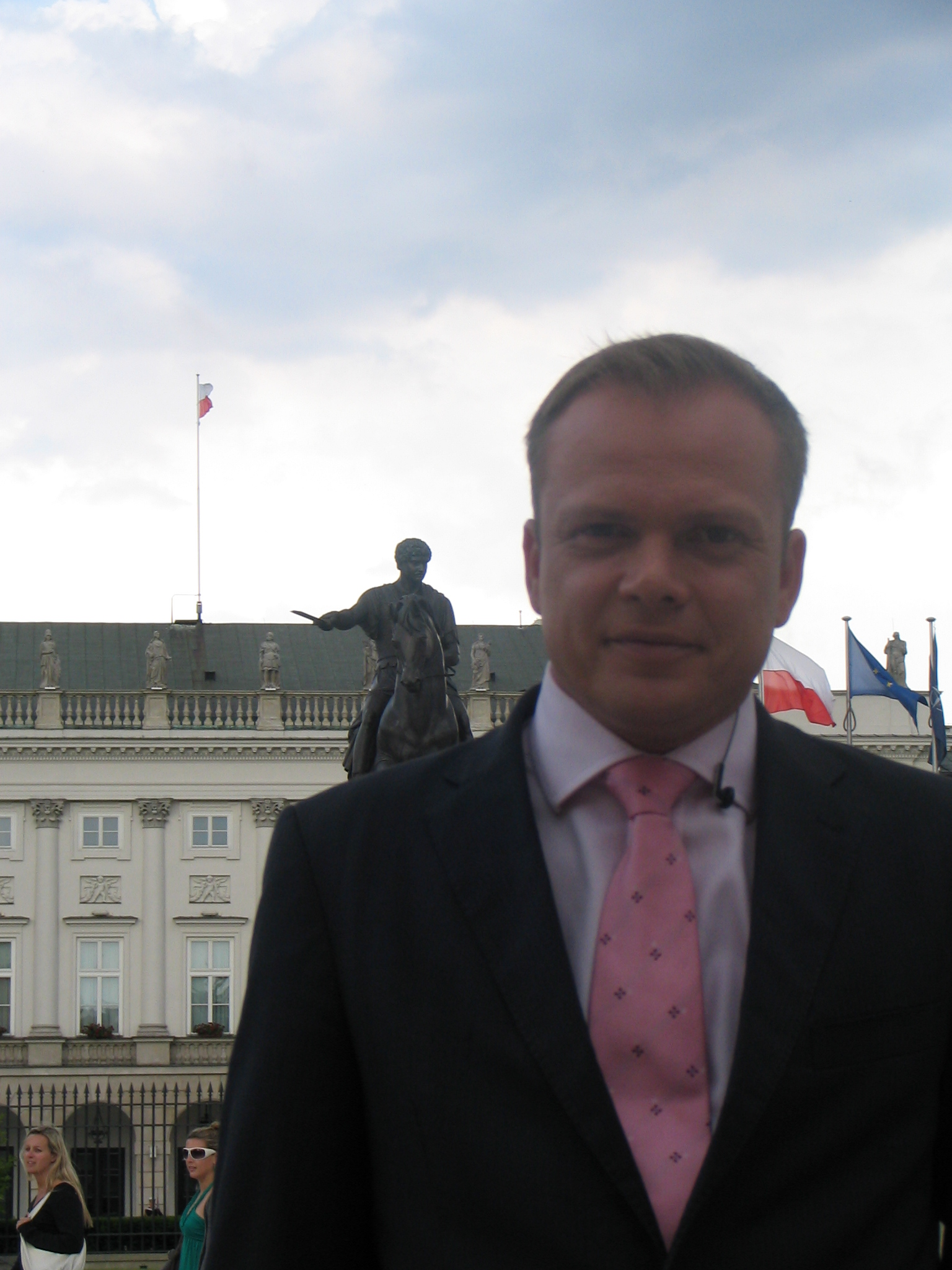
Mariusz Sidorkiewicz przed Pałacem Prezydenckim w Warszawie, 4 lipca 2008

Mariusz Sidorkiewicz (ur. 15 grudnia 1974) – polski dziennikarz. Obecnie związany z TVN24.

## Życiorys
Ukończył prawo na Uniwersytecie Mikołaja Kopernika w Toruniu. Karierę dziennikarską rozpoczynał w gazetach Twój Biznes i Gazeta Pomorska. Od 1998 związany z toruńskim Radiem GRA, gdzie był dziennikarzem i Dyrektorem Informacji. W TVN od 2005. Relacjonuje polityczne i społeczne fakty, głównie z terenu województwa kujawsko-pomorskiego. Do końca stycznia 2013 roku był Szefem Ośrodka Regionalnego TVN24 w Toruniu. Od lutego 2013 gdy Ośrodek przekształcił się w Biuro jest Korespondentem TVN24.